# Степановка (Краснокутский район)
Степановка (укр. Степанівка), село, 
Краснокутский поселковый совет,
Краснокутский район,
Харьковская область.
Код КОАТУУ — 6323555103. Население по переписи 2001 года составляет 245 (118/127 м/ж) человек.

## Географическое положение
Село Степановка находится у истоков реки Котельва.
На расстоянии в 2 км расположены сёла Пархомовка и Сытники.

## История
- 1850 — дата основания.

## Экономика
- Молочно-товарная ферма.Кирпичный завод

## Известные люди
- Майоров Алексей Дмитриевич — Герой Советского Союза, погиб в 1943 году у села Степановка.
- Нестеров Иван Нестерович — Герой Советского Союза, погиб в 1943 году у села Степановка.
- Шаповаленко Семён Тихонович — Герой Советского Союза, погиб в 1942 году у села Степановка.
- Бабаченко Фёдор Захарович — (1911-1943), Герой Советского Союза, родился в 1911 году в селе Степановка.

## Достопримечательности
- Братская могила советских воинов. Похоронено 90 воинов.